# 细果角茴香
细果角茴香（学名：Hypecoum leptocarpum），为罂粟科角茴香属下的一个植物种。